# Asplenium parvum
Asplenium parvum är en svartbräkenväxtart som beskrevs av William Walter Watts.
Asplenium parvum ingår i släktet Asplenium och familjen Aspleniaceae. Inga underarter finns listade i Catalogue of Life.